# خیار دریایی نارنجی
خیار دریایی نارنجی (نام علمی: Cucumaria miniata) نام یک گونه از راسته پالوده‌خوارسانان است.